# Trảu lớn
Trảu lớn (danh pháp khoa học: Nyctyornis athertoni) là một loài chim trong họ Meropidae.
Là một loài ăn ong được tìm thấy ở phần lớn tiểu lục địa Ấn Độ và một phần của Đông Nam Á. Trảu lớn được tìm thấy trong rừng. Chúng được tìm thấy chủ yếu ở khu vực Mã Lai nhưng kéo dài về phía tây vào bán đảo Ấn Độ.